# Tadeusz Laskowski
Tadeusz Laskowski (ur. 18 października 1901 w Rudnikach, zm. 20 sierpnia 1989 w Katowicach) – polski inżynier, specjalista w dziedzinie przeróbki mechanicznej węgla, wykładowca Akademii Górniczo-Hutniczej, wykładowca i rektor Politechniki Śląskiej.

## Życiorys
Syn Stanisława. Urodził się w Rudnikach, w województwie stanisławowskim. W 1923 ukończył gimnazjum w Kołomyi. Podjął następnie studia w Akademii Górniczo-Hutniczej w Krakowie. W 1931 ukończył studia uzyskując dyplom inżyniera górnika. Po ukończeniu studiów na krótko podjął pracę jako asystent w Katedrze Mineralogii i Petrografii AGH. W 1933 rozpoczął pracę w przemyśle górniczym, na początku w Rybnickim Gwarectwie Węglowym. Na początku II wojny światowej więziony jako jeniec, m.in. w Rybniku, Buchenwaldzie i Mauthausen. Od końca 1940 do końca wojny pracował w rolnictwie.
W 1945 wrócił do pracy w górnictwie organizując Instytut Naukowo-Badawczy Przemysłu Węglowego, przekształcony z czasem w Główny Instytut Górnictwa. W latach 1945–1948 pełnił funkcję dyrektora Instytutu. Od 1946 do 1950 prowadził wykłady w Akademii Górniczo-Hutniczej. Od roku 1950 pracował w Politechnice Śląskiej. Profesor nadzwyczajny - 1954, profesor zwyczajny - 1960. W latach 1950–1958 był dziekanem Wydziału Górniczego, a w latach 1959–1965 rektorem. W latach 1945–1976 był członkiem rady nadzorczej GIG.
Autor ponad 60 prac zamieszczonych w wydawnictwach krajowych i zagranicznych.
Zmarł w Katowicach.

## Ordery i odznaczenia
- Order Sztandaru Pracy I klasy
- Krzyż Oficerski Orderu Odrodzenia Polski
- Krzyż Kawalerski Orderu Odrodzenia Polski (28 września 1954)[2]
- Złoty Krzyż Zasługi
- Medal 30-lecia Polski Ludowej
- Medal 40-lecia Polski Ludowej
- Medal 10-lecia Polski Ludowej (19 stycznia 1955)[3]
- Medal Komisji Edukacji Narodowej
- Odznaka honorowa „Zasłużony dla górnictwa PRL”
- Odznaka tytułu honorowego „Zasłużony Górnik PRL”
- Złoty Order Zasługi Pracy (Węgry)

Źródło:.

## Nagrody
- Nagroda Państwowa I stopnia (zespołowa) za opracowanie metody otrzymywania węgli specjalnie czystych jako surowca do produkcji elektrod i za opracowanie produkcji pirytów z węgli (1952)[5]